# Chiesa di San Bartolomeo (Capo di Ponte)
La chiesa di San Bartolomeo degli Umiliati di Cemmo è una delle quattro chiese del paese, eretta nel XIII secolo dall'ordine religioso degli Umiliati.

## L'Ordine
Gli Umiliati, un'originale confraternita di frati e suore operai, furono fondati nella seconda metà del XII secolo in netto contrasto con la chiesa ufficiale, a quei tempi ricca e corrotta. Oltre che a Cemmo, dove s'insediarono dalla metà del XIII secolo, la loro presenza in Valle Camonica è segnalata anche a Esine, Malegno e Niardo.
La piccola comunità composta di una ventina di religiosi d'ambo i sessi, viveva nella casa adiacente alla chiesa e si occupava principalmente della produzione e della lavorazione della lana. Essi possedevano pascoli con armenti situati a est della strada di fondovalle, oltre che un opificio per la tessitura, in località Sante, sulle sponde del torrente Re.
Quando l'ordine degli Umiliati fu soppresso nel 1571 da papa Pio V, i beni e la chiesa furono affidati in amministrazione a un sacerdote investito direttamente dal papa e confermato dal capitano di Valle Camonica e dal sindaco del paese.

## La struttura
L'edificio religioso, restaurato di recente, fu costruito a ridosso di una delle porte che in epoca medievale permetteva l'accesso al borgo di Cemmo.
I lavori di costruzione iniziarono, con ogni probabilità, nella seconda metà del XIII secolo, dopo che papa Innocenzo IV aveva decretato, nel 1246, la possibilità per gli appartenenti all'ordine di erigere luoghi di preghiera. Dedicata all'apostolo Bartolomeo, martirizzato in Armenia, la chiesa presenta un tetto a capanna mentre sul lato orientale termina con un'abside semicircolare. Sul fianco sinistro si può accedere a un corridoio a botte sovrastato da due stanze che anticamente fungevano da tribuna. Quasi completamente distrutto da un incendio nel XV secolo l'edificio fu ricostruito rispettando l'antico impianto e arricchito con affreschi murali dei quali rimane traccia ancora oggi. Le visite pastorali del vescovo Bollani nel 1573 e di San Carlo Borromeo nel 1580 portarono altre modifiche, tra cui l'abolizione di altari secondari e la costruzione dell'attuale piccola sagrestia.

## Utilizzo odierno
Oggi la chiesa viene aperta per celebrarvi messa solo poche volte all'anno, in occasione di particolari ricorrenze. Viene inoltre aperta in occasione della sagra annuale del paese, "4 Porte 4 Piazze".